# 宝石争霸
《宝石争霸》（又译作）是由匈牙利工作室Game In A Bottle开发的系列塔防Flash游戏 ，最初作《宝石争霸第一章：被遗忘者》于2008年6月26日发布。 2009年4月16日前传《宝石争霸第零章：永恒宝石》发布 ；一个支线章节， 《宝石争霸失落之章：迷宫》 于2011年2月17日发布。 2014年4月4日，第一章剧情的续章《宝石争霸第二章：暗影追踪》发布。 第一版的iOS版于2011年4月14日由NTT Resonant发布。新支线《宝石争霸失落之章：霜诞狂怒》于2020年1月10日发布。  
在《寶石爭霸》中，玩家可以使用寶石来合成并/或放入塔中。 不同的宝石组合会产生不同的效果，例如锁链伤害 ， 毒伤害和暴击 。 玩家的生命条和魔法能量由相同的统计数据表示 - 魔法 。 通过魔法，玩家可以建造塔，宝石，墙，陷阱和组合宝石。《寶石爭霸》的一个关键策略是将玩家的魔法值提升到高水平，从而创造出更强大，更强大的宝石。 结合两颗宝石可以创造一个更高功率或“等级”的宝石。 宝石随着等级变化而变化。 

## 情节
该系列设定在一个虚构的幻想世界中，描绘了巫师与被称为“被遗忘者”的强大恶魔的战斗。 巫师过去经常召唤恶魔，直到恶魔们召来了一个强大的恶魔“被遗忘者”以至于巫师无法控制，并且恶魔能够在“被遗忘者”的指挥下征服其他恶魔。 “被遗忘者”被描述成“一个全身黑色的女性躯干，头部变形，头发长而无脸”，“被遗忘者”为了征服巫师的“魂灵之力”堡垒以达到无所不能的目的。 “被遗忘者”不能被摧毁，但是可以被封印在一个被称为“永恒宝石”的强大神器中，但她只能被封印几十年，每次她逃脱时，必须制作一个新的宝石，以便再次捕获她。 

## 评价
Gamezebo给予原版《寶石爭霸》游戏3.5/5的评分。  Slide to Play表示该游戏并没有与它的同行区别开来。 